# Una mujer bebiendo con dos hombres
Una mujer bebiendo con dos hombres es un cuadro pintado en 1658 por el pintor barroco holandés Pieter de Hooch. Está considerado un ejemplo de pintura del Siglo de Oro neerlandés y forma parte de la colección de la National Gallery de Londres.
Esta obra fue documentada en 1908 por el historiador de arte y coleccionista Cornelis Hofstede de Groot, que la describió así en su catálogo razonado:

"183. CHICA CON DOS CABALLEROS (o Interior de una casa holandesa). Sm. 49.; de G. 37. Esta pintura es la versión de Hooch de la obra Conversación galante de Ter Borsch. En una mesa junto a una amplia ventana doble, a la izquierda de una habitación con vigas de madera y un pavimento de baldosas blancas y negras, se sientan dos caballeros. Uno, en el lado más alejado de la mesa, frente al espectador; lleva un sombrero y, con cara sonriente, sostiene una pipa en cada mano en actitud de violinista. El otro, sentado frente a la mesa de perfil a la izquierda, sostiene su sombrero de plumas en la rodilla, con la mano derecha encima. Mira a una chica, de espaldas al espectador, que está de pie junto a la ventana. Sostiene una copa de vino en la mano derecha, como si fuera a dársela al caballero de las pipas. Una criada viene por la derecha con una cacerola de turba ardiente. Detrás de ella hay una chimenea con dos pilastras, sobre la cual cuelga una gran figura. Entre la chimenea y la ventana de la izquierda hay un mapa. Firmado "P. D. H."; lienzo, 29 pulgadas por 25 pulgadas. Mencionado por Waagen (i. 403) en la colección de Sir Robert Peel; y por Ch. Blanc, Le Tresor de la Curiosité (ii. 220).